# Peder Winstrup

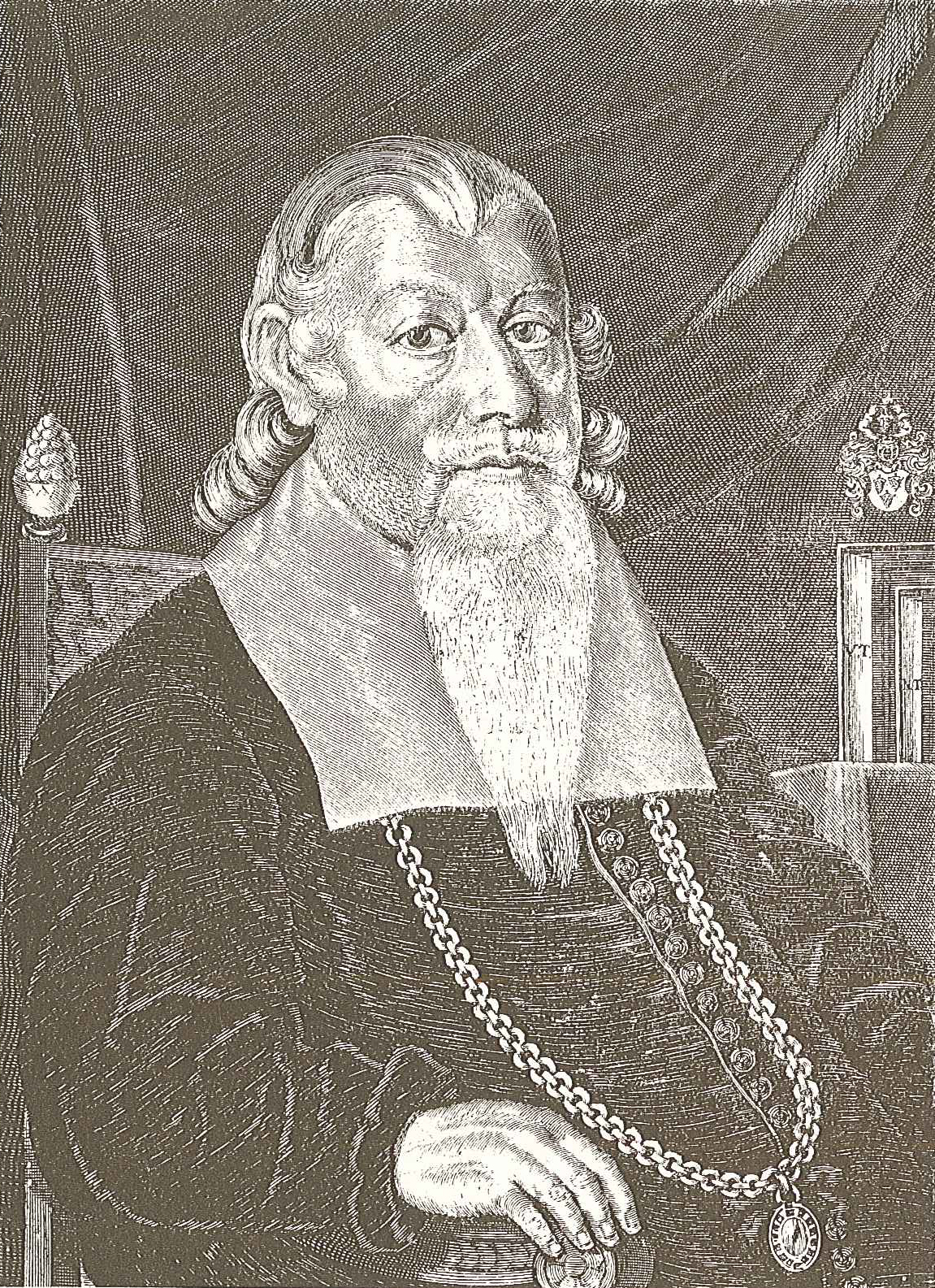
Peder Winstrup, 1666

Peder Pedersen Winstrup (* 30. April 1605 in Kopenhagen; † 28. Dezember 1679 in Lund) war ein dänisch-schwedischer Bischof von Lund.

## Leben
Winstrup war Sohn des Bischofs von Seeland Peder Jensen Winstrup, der in Kopenhagen residierte und an der Universität Theologie lehrte. 1623 wurde er Student und ging 1625 zum Studium vorwiegend der Theologie nach Rostock, Wittenberg, Leipzig und ab 1630 Jena, wo er beim Theologen Johann Gerhard wohnte. Aus Jena verabschiedete er sich 1632 mit der Veröffentlichung eines Sammelbandes von Epigrammen. Zurückgekehrt auf Bitten der Eltern, wurde der junge Winstrup nach Erwerb des Magistergrads an der Universität Kopenhagen dort 1633 Professor der Philosophie und Physik, ab 1635 Hofprediger bei König Christian IV. und 1636 Doktor der Theologie.
Mit 33 Jahren wurde er 1638, nachdem es lange nur einen Superintendenten gegeben hatte, erster evangelischer Bischof im damals dänischen Lund. Hier residierte er in einem Stadthaus, das 1688 durch König Karl XI. eingezogen und als Kungshuset bis 1882 als Hauptgebäude der Universität diente. Er galt als geschickter Diplomat, da er zwischen dem schwedischen König Karl X. Gustav und dem dänischen König Friedrich III. nach dem Frieden von Roskilde 1658 vermittelte, durch den Schonen mit Lund schwedisch wurde. Winstrup unterstützte die Eingliederung der neu gewonnenen Provinzen in das schwedische Reich und wurde vom König in den Adelsstand erhoben. Auf seine Initiative hin wurde 1666 die Universität Lund gegründet und 1668 eingeweiht, um den Studierwilligen der Region einen Ersatz für Kopenhagen zu schaffen. In Schweden blieb seine Loyalität zweifelhaft, zumal als im Schonischen Krieg Schonen 1676 kurze Zeit noch einmal von den Dänen bis zur blutigen Schlacht bei Lund besetzt wurde. Sein Gegenspieler an der Universität war der deutsche Theologe Bernhard Oelreich, den der neue schwedische König Karl XI. anstelle von Winstrup 1668 zum Prokanzler der Universität ernannte. Winstrup wurde von Oelreich des Hochverrats beschuldigt, nach Oelreichs Fortgang aus Schweden 1671 jedoch selbst zum Prokanzler befördert. Er konnte sich bis zu seinem Tod im Amt halten. Als Bischof war er auch ab 1660 Mitglied des Pfarrerstandes im Schwedischen Ständereichstag.

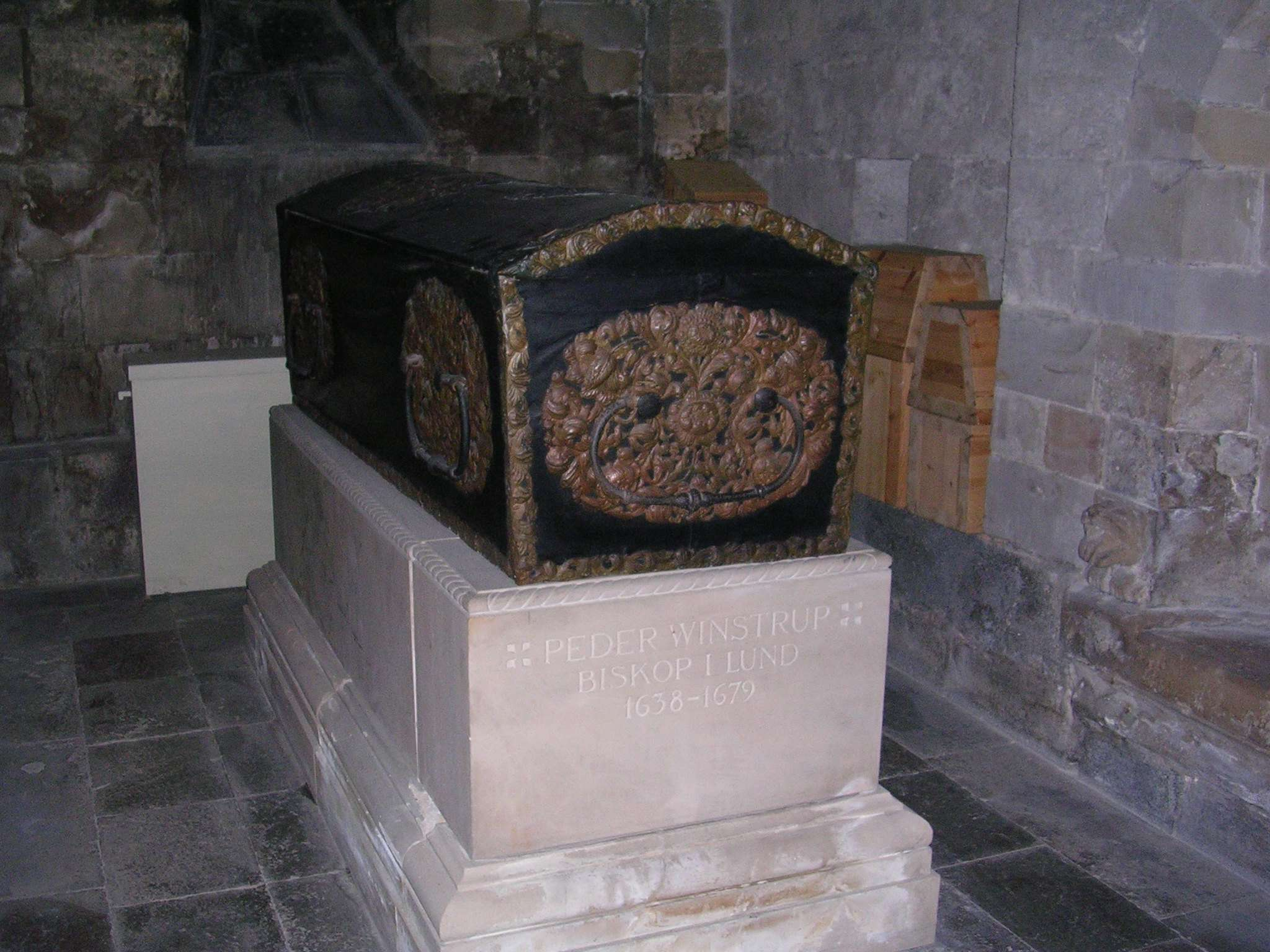
Grab im Dom zu Lund

Sein Grab im Dom zu Lund ist sehr gut erhalten. Forscher konnten seine DNA entschlüsseln. 2021 wurde festgestellt, dass eine ihm ins Grab beigegebene männliche Totgeburt mit ihm verwandt ist, möglicherweise sein Enkel war. Wenn dies zutrifft, wäre der Fötus der letzte männliche Vertreter des Geschlechts des Bischofs. Der Sohn Peder Winstrups, Peder Pedersen Winstrup, verlor 1680 durch die vom König durchgesetzte Große Reduktion das ererbte Vermögen und starb verarmt.

## Schriften
- Petri P. Winstrupii Dani Epigrammatum Libri Tres. Jena: Lobenstein 1632

Digitalisat, Thüringer Universitäts- und Landesbibliothek Jena
- Den danske Hornblæser, det er en digt om Hr. Christians Danmarchis udvalde Prindses Guld-Horn som bleff fundet udi Jylland anno 1639, 1644 (über das erste in Südjütland gefundene Goldhorn von Gallehus)[5]